# Rannaküla (Muhu)
Koordinaten: 58° 39′ N, 23° 9′ O
Rannaküla (bis 1977 Ranna) ist ein Dorf (estnisch küla) auf der drittgrößten estnischen Insel Muhu. Es gehört zur gleichnamigen Landgemeinde (Muhu vald) im Kreis Saare (Saare maakond).
Der Ort hat sieben Einwohner (Stand 31. Dezember 2011).